# Marcel Surowiak
Marcel Surowiak (* 14. Juli 1982 in Kluczbork) ist ein ehemaliger polnischer Fußballspieler.

## Karriere
Surowiak begann seine Karriere bei seinem Heimatverein Metal Kluczbork, ehe er im Frühjahr 2000 erst zu LKS Jankowy und später zu Polonia Kępno ging. Nach nur einer Spielzeit dort wurde Hetman Byczyna auf ihn aufmerksam und verpflichtete den Abwehrspieler. Nach zweieinhalb Spielzeiten dort wechselte Surowiak zu Odra Opole, wo er sich auf Anhieb in die erste Mannschaft spielen konnte und Spielpraxis in Polens zweithöchster Klasse sammelte. In der Winterpause der Saison 2008/2009 wurde Polonia Bytom auf ihn aufmerksam und schnappte sich die Dienste des Verteidigers. Am 28. Februar 2009 gab er im Ligaspiel gegen Wisla Kraków sein Ekstraklasa-Debüt. Nachdem Surowiak sich bei Polonia Bytom nicht durchsetzen konnte und nur ein Spiel in der Ekstraklasa bestritt, wechselte er im Sommer 2009 auf Leihbasis zu MKS Kluczbork in die 2. Liga. Aber auch hier gehörte er nicht zur Stammmannschaft und bestritt lediglich 6 Ligaspiele. Nach einem kurzen Gastspiel für LZS Leśnica und Oderka Opole, kehrte er 2011 zu Odra Opole zurück, wo er in der 4. und 3. Liga wieder gesetzt war. Anschließend spielt er bis zum Karriereende für Swornica Czarnowąsy sowie die unterklassigen Vereine LZS Proślice und Agroplon Głuszyna.